# Armed and Dangerous (videogioco)
Armed and Dangerous è un videogioco di tipo sparatutto in terza persona del 2003, sviluppato da Planet Moon Studios e pubblicato da LucasArts per PC e Xbox. Si tratta di un gioco d'azione in terza persona caratterizzato da una forte dose di ironia e da uno stile decisamente demenziale, che traspare specialmente dai dialoghi e dai filmati.

## Trama
Il gioco è ambientato in un continente immaginario chiamato Milola, diviso in quattro regioni: Midden, caratterizzata da enormi pianure; Scozia, un regno sotterraneo popolato da uomini-talpa; Armortia, un'isola abitata da potenti maghi Tessitori; e Forge, interamente ricoperta di grandi macchine a vapore. Molto tempo prima degli eventi narrati nel gioco, una maledizione colpì i sovrani di Forge: una generazione di re sarebbe stata formata da geni del male, mentre quella successiva da inetti; in questo modo tutto ciò che era stato realizzato dalle menti dei primi era disfatto dagli eredi al trono.
Trent'anni prima delle vicende del gioco, il re di Forge scoprì come alimentare i motori con la sola acqua: in questo modo, facendo a meno della produzione di carbone proveniente da Scozia, egli scatenò un conflitto che si concluse con la conquista dell'intera Milola. Giunto a Calios, capitale di Armortia, i maghi che abitavano la città decisero di tradire la propria patria in cambio della salvezza. Così passarono dalla parte di Re Forge, svelandogli anche un segreto mai rivelato: la presenza, nella città, del Libro della Legge, in cui era contenuta la Profezia Majorcan, che narrava della caduta del re per mano di un gruppo di paladini del bene. Forge, deciso a trovare a tutti i costi il manoscritto, ordinò ai suoi uomini di perlustrare l'intera capitale: ma essi vennero solamente a sapere che era sparito, e con esso il consigliere di corte di Armortia, Rexus Bartolemeus Rizzo, una delle persone più sagge dell'intero continente.
Poco tempo dopo alcuni soldati individuarono Rexus, che si nascondeva sotto le mentite spoglie di un'anziana donna: dopo averlo tramortito, si impossessarono del Libro. Il consigliere Tessitore di Forge analizzò il testo, ma scoprì con stupore che su di esso gravava un incantesimo, che lo faceva apparire come un libro per l'intreccio dei cestini. Re Forge dedusse che avrebbe avuto bisogno di Rexus per rimuovere la magia che custodiva il vero Libro della Legge.
Nel frattempo Rexus, senza sapere come, era entrato in possesso di un bambino: non sapendo come si chiamasse, né da dove venisse, gli aveva attribuito il nome Roman. A Midden si era diffusa la voce che Rexus aveva perso il Libro della Legge, e quando i due vi giunsero non furono accolti bene: Rexus fu costretto ad abbandonare la sua casa, e così si rassegnò a vivere per strada con Roman. Questi divenne amico di un ragazzo-talpa di nome Jonesy, e insieme a lui intraprese la strada della delinquenza: i loro crimini divennero sempre più audaci, finché non furono scoperti e rinchiusi nella prigione Dick Whittington. Qui conobbero un robot, Q, un droide eliminatore di Re Forge che però, grazie ad un insolito amore per il the, era diventato senziente. Q fu colpito dall'umanità con cui Roman lo trattava, e così decise di unirsi al duo. Nel giro di due anni Jonesy riuscì a scavare un tunnel attraverso il quale, una notte, i tre fuggirono di prigione.
Roman, Jonesy e Q divennero in breve i più famosi ladri di Milola. A causa del loro grandissimo coraggio, vennero soprannominati "Lionheart", ovvero cuor di leone. Nel frattempo erano venuti a sapere che Rexus aveva abbandonato la civiltà, ritirandosi in una vita da eremita nelle gelide Lande di Bergog.
Un giorno, Roman decise di porre fine al regno del terrore di Re Forge: così cominciò a pensare al furto del Libro della Legge, che ancora non era stato decifrato dagli uomini del tiranno. Così, con i suoi tre compari, si mise alla ricerca di Rexus prima, e poi del Libro, tenuto al sicuro nella torre dei maghi di Calios.

## I personaggi

### Roman
Roman è l'unico personaggio controllato dal giocatore nel corso dell'avventura. Cresciuto in povertà, Roman è un uomo d'azione, dalla mira infallibile, e dal grande coraggio. È dotato di un buon cuore, e farebbe di tutto per i suoi amici. Indossa una sorta di maschera per avere un'aria da bandito.

### Jonesy
Jonesy è il più vecchio amico di Roman, essendo cresciuto con lui ed avendo preso parte alla maggior parte delle sue avventure. È un uomo-talpa, uno dei pochi sopravvissuti di Scozia. All'interno del gruppo svolge il ruolo dell'esperto di esplosivi. Ha un grande senso dell'umorismo, anche se il suo carattere irritabile lo rende a volte scontroso.

### Q
In origine Q era un droide eliminatore di classe Q1-11 a servizio di Re Forge. Successivamente, a causa di un abuso di the, il robot divenne senziente e conscio della propria situazione, ma venne etichettato come rottame e messo in prigione. Qui conobbe Roman, il primo a trattarlo come un essere umano, e da allora gli ha giurato eterna fedeltà. È il più raffinato del gruppo.

### Rexus
Un tempo Rexus era uno dei più grandi saggi dell'intero regno, ma in seguito ai drammatici eventi di cui è stato protagonista è diventato pazzo, cieco e maleodorante. Al suo seguito si trovano costantemente delle mosche, che lui giudica le sue uniche vere amiche. Ha un grande sesto senso, che a suo dire deriva dai grandi occhi di vetro che talvolta si infila nelle orbite. Ha anche la capacità di attrarre a sé oggetti e di influenzare le menti, ma i risultati sono quasi sempre disastrosi.

### Altri personaggi
Durante le scene filmate altri personaggi si aggiungono al cast di Armed and Dangerous:
- Re Forge, il malvagio sovrano di Milola, che grazie alla scoperta dei motori ad acqua è riuscito a mettere le mani sull'intero regno. È costantemente addolorato per la sorte del figlio Stig.
- Stig, erede al trono di Milola, che a causa della maledizione lanciata sui sovrani di Forge è un completo inetto. Ha un vocabolario molto limitato, e spesso si esprime con versi gutturali.
- Capitano Vindaloo, braccio destro di Forge, nonché comandante di tutte le sue armate.
- Lily, una ragazza fan dei Lionheart. Nel corso della storia si scoprirà che proprio lei ha un ruolo fondamentale nella Profezia Majorcan.
- Henry, nonno di Lily e veterano combattente del villaggio Dick Turpin. Va in giro seminudo armato solo di un arpione.
- Pattuglia da giardino, un gruppo di tre droidi giardinieri riprogrammati per il combattimento. In realtà conservano ancora una parte della loro essenza originaria, e quindi nulla è per loro più importante della vita vegetale.
- Zoltan, capo dei maghi Tessitori, si schiererà dalla parte dei Lionheart e rivelerà a Roman le sue vere origini.

## Ambientazione
Il mondo di Milola è ben caratterizzato e piuttosto vario. Nel corso dell'avventura, i Lionheart si ritroveranno ad attraversare lande coperte dal ghiaccio, passi montani, trincee, pianure verdeggianti, scogliere e foreste. L'ambientazione è generalmente di stampo fantasy, anche se alcuni elementi (il mondo meccanico di Forge, la presenza di armi da fuoco, i dirigibili su cui si muovono le forze del male) rimandano allo steampunk. La popolazione è composta in prevalenza da umani, ma non mancano le eccezioni (esempi sono l'esercito di Forge, metà umano e metà animale, e gli avversari affrontati nella foresta).

## Schema di gioco
Armed and Dangerous è un tipico gioco d'azione. Il giocatore si trova a controllare il personaggio attraverso una serie di livelli piuttosto lineari, ed il più delle volte lo scopo è quello di andare da un punto ad un altro sparando a tutto ciò che si para davanti ai personaggi. Il numero dei nemici è spesso incredibilmente elevato, tanto da ricordare per certi versi alcune sequenze dello sparatutto in prima persona Serious Sam, ma, a differenza che in quest'ultimo, gli avversari di Armed and Dangerous dispongono di una buona intelligenza artificiale, il che, oltre al loro numero, rende alcuni passaggi piuttosto ostici.
Il giocatore dispone di un leggero controllo sui suoi comprimari, ovvero Jonesy e Q. Essi partecipano attivamente all'azione, facendo fuoco sui nemici, ma possono essere dati loro anche dei comandi molto elementari, consistenti nel pattugliare un'area, attaccarne un'altra, o difendere il protagonista.
Alcuni livelli si differenziano dal normale schema di gioco. In certi frangenti verrà chiesto ai Lionheart di salvare un certo numero di paesani, rapiti dalle forze del Re. Ciò coincide con livelli più aperti e meno lineari, in cui il giocatore è libero di muoversi in lungo e in largo. A partire dalla metà del gioco, inoltre, Roman potrà avvalersi, in situazioni prestabilite, di un jetpack: questo oggetto gli consente di effettuare salti più alti e anche di planare, e viene utilizzato nei livelli più ampi del gioco (alcuni caratterizzati anche da un notevole sviluppo verticale). Infine, alcune sezioni vedono Roman impegnato nella difesa di basi o centri abitati a bordo di una torretta: in questi casi il gioco si trasforma in un vero e proprio sparatutto, con il giocatore impegnato a fronteggiare per alcuni minuti diverse orde di nemici.
Ogni livello, inoltre, contiene un biglietto speciale nascosto sotto le spoglie di un oggetto. Trovandolo, si attiverà l'accesso a del materiale bonus, come trucchi, possibilità di rivedere filmati e di rigiocare livelli.

## Umorismo
Durante il gioco, ma soprattutto nei filmati di intermezzo, traspare chiaramente l'impronta tendente al demenziale e all'ironia che gli sviluppatori hanno voluto imprimere al gioco. A cominciare dall'incipit (il primo livello si apre con la scritta "Basato su una storia vera..."), fino all'epilogo nel pub, ogni situazione è sdrammatizzata o trattata con leggerezza, e in realtà il gioco non si prende mai troppo sul serio. È soprattutto nei dialoghi, ovviamente, che l'umorismo ha modo di manifestarsi appieno: personaggi come Jonesy (che ha sempre la battuta pronta e tende alla volgarità) e Q (che incarna in pieno l'umorista inglese) ironizzano su tutto e tutti, e costituiscono forse la parte più riuscita del gioco. Non manca all'appello neanche l'umorismo nero: e così, dopo un'uccisione, Q commenta: "Oh, non pensavo che avessero i reni...", mentre Rexus e Jonesy, per sbaglio, strappano via un arto di Stig con un colpo di fucile a pompa.
Un discorso a parte lo meritano le armi, anch'esse sopra le righe. Oltre ai consueti fucili e lanciarazzi, in Armed and Dangerous sono presenti anche strumenti d'offesa non convenzionali. Esempi sono il Cannone Squalo, che lancia uno squalo che comincia a nuotare nel terreno puntando contro i nemici; la Bomba Sottosopra, che ribalta letteralmente lo schermo, facendo precipitare nel vuoto gli avversari; o il Buco nero più piccolo del Mondo, una bomba che all'esplosione apre un piccolo buco nero che risucchia tutto ciò che si trova nei suoi paraggi.

## Curiosità
- In alcuni livelli sono presenti degli allarmi: una volta che essi saranno attivi, i nemici continueranno a giungere all'infinito, a meno che il giocatore non riesca a distruggere l'allarme stesso.
- L'unico modo possibile per salvare la partita durante i livelli è quello di recarsi in uno dei pub sparsi per la mappa: in questo luogo, inoltre, è possibile comprare armi, fare rifornimento di munizioni e recuperare l'energia.
- Un altro modo per recuperare energia è raccogliere le tazze di the che Q periodicamente lascia sul terreno.
- Nel corso del gioco sono presenti numerosi riferimenti al precedente gioco dei Planet Moon Studios, Giant: Citizen Kabuto.
- Nel filmato in cui Q tenta di rianimare Rexus, semi-assiderato, è evidente il rimando ad una scena analoga del film L'Impero colpisce ancora, quinto episodio della saga di Star Wars.
- Nel video successivo, quello in cui Rexus convince alla fuga due soldati grazie alla telepatia, il rimando è ad un altro film della saga, Star Wars: Episodio I - La minaccia fantasma.
- Essendo gli sviluppatori inglesi, il gioco contiene alcune frecciate nei confronti dei francesi.
- Come spesso accade nei giochi della LucasArts, il simbolo dell'azienda che appare nei titoli dei testi è personalizzato: in questo caso sono presenti tre omini, corrispondenti a Roman, Q e Jonesy, che tentano di distruggere una tazza da the vuota. Altro marchio di fabbrica della LucasArts è la cura riposta nel manuale di gioco, dotato di tocchi di ironia perfettamente in linea con lo spirito del gioco.